# Derby Tradycji

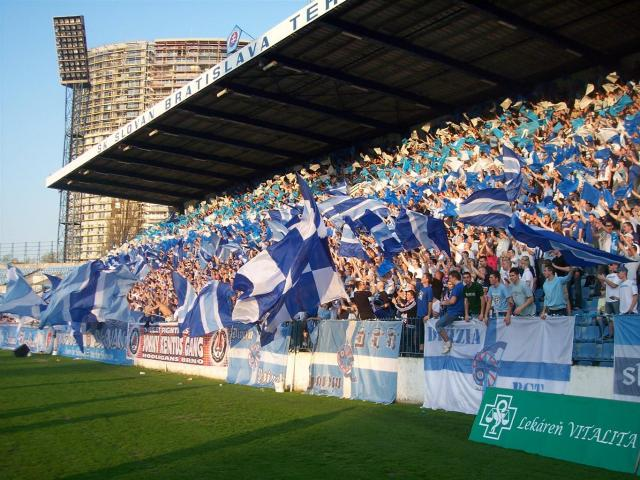
Kibice Slovana Bratysława

Derby Tradycyjne (słow. Tradičné derby), również Derby zachodniej Słowacji (słow. Západoslovenské derby) – spotkanie pomiędzy zespołem Slovan Bratysława a Spartakiem Trnawa. Obie drużyny należą do najbardziej utytułowanych klubów na Słowacji. Mecz ten jest uważany za najbardziej prestiżowe spotkanie w sezonie słowackiej najwyższej ligi.
Oba kluby pochodzą z zachodniej Słowacji. Trnawa jest położona 47 km od Bratysławy. Pierwsze derby odbyły się 21 marca 1926. Ówczesny klub Rapid Trnawa, którego Spartak jest dzisiejszym spadkobiercą, wygrał 3:1.
Stan na 13 grudnia 2020
| Mecze | Wygrane Slovana Bratysława | Remisy | Wygrane Spartaka Trnawa | Stosunek Goli |
| ----- | -------------------------- | ------ | ----------------------- | ------------- |
| 158   | 75                         | 37     | 46                      | 248:161       |